# Phymatapoderus flavimanus
Phymatapoderus flavimanus es una especie de coleóptero de la familia Attelabidae.

## Distribución geográfica
Habita en China, Japón, Corea, Mongolia y  Rusia.